# عين دزاريت
عين دزاريت، إحدى بلديات دائرة مهدية بولاية تيارت الجزائرية.

## الموقع الجغرافي
تقع عين دزاريت شرق عاصمة الولاية لها امتداد جغرافي واسع تحدها شمالا بلدية السبعين، وجنوبا بلدية سي عبد الغني، وشرقا بلدية الناظورة، وغربا عين بوشقيف.